# Stazione di Sincheon
La stazione di Sincheon (신천역?, 新川驛?, Sincheon yeokLR) è una stazione ferroviaria situata nella città di Siheung, nella regione del Gyeonggi-do, nell'area metropolitana di Seul, in Corea del Sud. La stazione è servita dalla linea Seohae.

## Linee e servizi
Korail
 Linea Seohae (Codice: S19)

## Struttura
La stazione è realizzata in sotterraneo, con due marciapiedi laterali serventi altrettanti binari passanti. Sono presenti porte di banchina a piena altezza.
| Per Sosa  | Linea Seohae | per Sosa                             |
| Per Wonsi | Linea Seohae | per Siheung City Hall, Choji e Wonsi |

## Stazioni adiacenti
| «                 | Servizio     | »            |
| Linea Seohae      | Linea Seohae | Linea Seohae |
| ----------------- | ------------ | ------------ |
| S18 Siheung Daeya | Locale       | Sinhyeon S20 |